# Степень отображения
Степень отображения — гомотопический инвариант непрерывного отображения между компактными многообразиями равной размерности.
В простейшем случае, для отображения из окружности в окружность {\displaystyle \varphi \colon \mathbb {S} ^{1}\to \mathbb {S} ^{1}}
степень отображения можно определить как число оборотов точки {\displaystyle \varphi (x)} когда {\displaystyle x} пробегает окружность.

## Определения

### Гомологическое
Пусть X и Y замкнутые связные ориентируемые многообразия равной размерности. 
Тогда степень непрерывного отображения {\displaystyle f\colon X\to Y}
определяется как целое число {\displaystyle \deg(f)} такое, что
{\displaystyle f_{*}([X])=\deg(f)[Y].}
где {\displaystyle f_{*}} обозначает индуцированный гомоморфизм между кольцами гомологий и {\displaystyle [X]} обозначает фундаментальный класс многообразия  {\displaystyle X}.

### Через подсчёт ориентаций
Рассмотрим гладкое отображение {\displaystyle n}-мерных компактных связных ориентированных гладких многообразий {\displaystyle \varphi :M_{1}^{n}\to M_{2}^{n}}. 
Точка из {\displaystyle M_{2}^{n}} называется регулярной, если у неё конечное число прообразов и в каждом из её прообразов отображение {\displaystyle \varphi } не вырождено (то есть невырожден дифференциал отображения в каждом из прообразов). 
Согласно лемме Сарда, почти все точки {\displaystyle M_{2}^{n}} являются регулярными значениями {\displaystyle \varphi }.
Припишем каждому прообразу регулярной точки число {\displaystyle +1}, если отображение {\displaystyle \varphi } в этой точке сохраняет ориентацию и {\displaystyle -1} в противном случае. 
Тогда сумма чисел всех прообразов регулярной точки называется степенью отображения.
Применив лемму Сарда можно доказать, что степень отображения не зависит от выбора регулярной точки. 
Следовательно, данное определение корректно.

## Свойства
- Степень отображения не изменяется при гомотопии (непрерывном изменении) отображения и, таким образом, является гомотопическим инвариантом отображения.